# اورانیوم تترابرمید
اورانیوم تترابرمید (انگلیسی: Uranium tetrabromide) یک ترکیب شیمیایی معدنی از اورانیوم و برم است که در آن اورانیوم دارای عدد اکسایش ۴+ است.
اورانیوم تترابرمید را می‌توان از واکنش اورانیوم و برم به دست آورد:
U+ 2 Br2 → UBr4